# Nação Selvática
A Nação da Selvática, também conhecida como República da Selva, era um estado não reconhecido, que existiu entre 1899 e 1900, no território moderno do Peru, dentro dos departamentos de Loreto, São Martinho e Ucaiáli. Foi proclamado em 22 de maio de 1899 pelo coronel Emilio Vizcarra, que então adquiriu o título de Líder Supremo. O estado foi formado a partir do território do Departamento de Loreto, no Peru. Foi reincorporado ao Peru em 1900, logo após a morte de Vizcarra em 27 de fevereiro de 1900.

## História
Em 1896, os coronéis Eduardo Jessup e Emilio Vizcarra lideraram a campanha terrestre de Cajamarca para intervir na Insurreição Loretana, lutando contra as forças do autoproclamado Estado Federal de Loreto. A rebelião foi derrotada em 10 de julho de 1896, com a reincorporação do Estado Federal ao Peru. Em seguida, Vizcarra foi nomeado pelo governo peruano como prefeito do restabelecido Departamento de Loreto. A identidade regional Loretana e o caos social ainda estavam presentes entre o público e, eventualmente, Vizcarra começou a compartilhar as visões pró-regionais.
Em 22 de maio de 1899, Vizcarra anunciou a independência do Departamento de Loreto como um estado soberano, chamado Nação Selvática. Ele também se intitulou o líder supremo do referido país. O empresário Juan Jiménez Pimentel financiou sua campanha política em todo o estado. Eduardo López de Romaña, o presidente do Peru, na reação à declaração, havia ordenado ao coronel Teobaldo Gutiérrez que cercasse o território sul do autoproclamado Estado, agora localizado dentro do Departamento de San Martinho. A reação dos países vizinhos Brasil, Colômbia e Equador foi indiferente.
Em 27 de fevereiro de 1900, durante uma turnê pelas cidades de Loreto para nomear novas autoridades, Vizcarra se envolveu em uma revolta civil na praça Plaza de Armas em Moyobamba. A revolta foi a resposta aos abusos cometidos pelas milícias de Vizcarra contra a população local. Durante a luta, o líder supremo foi atingido letalmente com uma pedra na cabeça, por uma mulher de sobrenome Tapullima. Após sua morte, o Estado caiu alguns dias depois e foi reincorporado ao Peru. Os eventos aconteceram em paralelo à Revolução Acriana e o conflito entre Bolívia e Brasil.